# Limited Run Games
Limited Run Games é uma distribuidora de jogos eletrônicos estadunidense sediada em Raleigh, Carolina do Norte e divisão da Mighty Rabbit Studios. A empresa se especializa no lançamento de jogos digitais em versões físicas, com jogos sendo vendidos em sua página na web. A empresa, fundada por Douglas Bogart e Josh Fairhurst, foi criada com a ideia da preservação de jogos eletrônicos, bem como de apelar aos jogadores que preferem discos e cartuchos a downloads digitais. A Limited Run Games lança jogos exclusivamente em seu website e deliberadamente produz poucas cópias de seus produtos. Com isso, o time mantém a promessa de se recusar a reproduzir títulos passados, mesmo se houver muita demanda.

## Modelo de negócios
Estando ligada à Mighty Rabbit Studios, os dois primeiros lançamentos da empresa foram produções da empresa, para testar o mercado e ver se havia demanda para lançamentos físicos. Entretanto, a empresa insinuou antes do lançamento de seu primeiro jogo, Breach & Clear, que sua primeira colaboração oficial tinha começado (que seria a produção física de Oddworld: New 'n' Tasty!) A Limited Run Games começou a expandir para projetos com outros desenvolvedores depois do sucesso desses dois primeiros testes.
Para atrair desenvolvedores, a Limited Run financia todos os custos da produção de um jogo, e lida com todos os próximos passos necessários. Em troca, a empresa cobra do desenvolvedor a mesma taxa cobrada por distribuidores digitais. Adicionalmente, os títulos são lançados exclusivamente por seu website como títulos de venda por catálogo. Fairhurst diz que isso é feito para "minimizar custos excessivos e maximizar o lucro para os desenvolvedores." Em 2016, a Limited Run Games lançou principalmente jogos para a família de consoles PlayStation. Isso era por causa de dificuldades de comunicação com a Microsoft e quantidades mínimas de pedidos para consoles da Nintendo serem "altas demais". Entretanto, de acordo com uma entrevista, Douglas Bogart expressou interesse em publicar para o Nintendo Switch, dizendo que o console "está parecendo muito bom e esperamos ter lançado nosso primeiro título nesse verão [de 2017]." Em abril de 2018, a Limited Run lançou Thimbleweed Park como seu primeiro lançamento físico para o Switch.
Todos os jogos lançados pela Limited Run Games são vendidos com um adesivo e um cartão postal, com cores desses itens dependendo do jogo específico. Mais recentemente, os jogos começaram a incluir manuais de instrução, artes de capa reversíveis e outros itens (por exemplo, Oddworld Stranger's Wrath HD incluiu cartas de pôquer e um mapa dobrável, bem como uma capa reversível). A partir de junho de 2017, a empresa transicionou de cartões postais a cartas colecionáveis, citando uma vontade de continuar único já que outras distribuidoras tinham começado a também oferecer cartões postais com seus pedidos, como a Signature Edition Games, mas continuaram a incluir um adesivo. Em outubro de 2018, a Best Buy anunciou que iriam estocar alguns lançamentos da Limited Run como Golf Story e Yooka-Laylee.

## Processo judicial
Em 15 de março de 2019, a Limited Run Games anunciou que finalmente lançaria uma cópia física de Axiom Verge para o Wii U – um lançamento que tinha sido adiado por vários anos. A Limited Run Games confirmou para a GamesIndustry.biz que tinha estado em uma longa batalha legal com a publicadora espanhola BadLand Games (agora sob o nome BadLand Publishing). De acordo com a Limited Run Games, a BadLand Publishing devia à empresa $78.000, que foram pagos à BadLand para cobrir os custos de produção e entrega de Axiom Verge para a Limited Run Games. Depois de não pagar o dinheiro de volta à empresa ou entregar o produto, a Limited Run Games decidiu abrir um processo judicial contra a BadLand Games e venceu seu caso legal inicial.